# Crataegus dispar
Crataegus dispar är en rosväxtart som beskrevs av Chauncey Delos Beadle. Crataegus dispar ingår i Hagtornssläktet som ingår i familjen rosväxter. Inga underarter finns listade i Catalogue of Life.